# モーリス・ドネガン (アイルランド共和党員)
モーリス・ドネガン (Maurice Donegan, 1899年4月23日 - 1974年8月22日)  は、アイルランド独立戦争中のアイルランド共和国軍 (IRA) の将校であり、コーク III 旅団の第5バントリー大隊を指揮していた。 アイルランド内戦の後、彼は1923年のアイルランド総選挙でシン・フェインと共にコルク西部選挙区で立候補したが落選した。 